# Eoghan Ó Gramhnaigh
Eoghan Ó Gramhnaigh (en anglais : Eugene O'Growney ; 25 août 1863 - 18 octobre 1899) est un érudit irlandais et un personnage-clé dans la Renaissance gaélique (en). Il est l'éditeur-chef de l'Irisleabhar na Gaedhilge entre 1894 et 1899.